# Guadalupe (telenovela)
Guadalupe é uma telenovela americana produzida e exibida pela Telemundo de 31 de maio de 1993 a 17 de junho de 1994.
Foi exibida no Brasil pela CNT em 24 de maio a 15 de dezembro de 1993.Porém a novela não teve seu final exibido, por que houve um incêndio no estúdio de dublagem que danificou as fitas. Foi reprisada pela mesma em 4 de março a 30 de agosto de 1996, desta vez com o final dublado e exibido.

## Enredo
Ezequiel Zambrano, poderoso empresário da cidade de Miami, tem um relacionamento com sua empregada, Chole Santos, que engravida.  Temendo que Ezequiel exija um aborto, Chole foge para o México.  Ao mesmo tempo, Luisa Zambrano, irmã de Ezequiel, planeja a morte da família Mendoza, uma família rival, para se apoderar de sua fortuna.  Para isso, pede a seu meio-irmão, Ramón "El Chacal", que efetue o massacre.
"El Chacal" ataca a família Mendoza durante o casamento da jovem Olivia Mendoza.  Todos morrem, exceto a namorada, que é estuprada por "El Chacal" e engravida, e seu sobrinho, o pequeno Alfredo Mendoza.  Sabendo que tudo foi obra de Luisa Zambrano, Olivia faz o menino jurar que as duas vão se vingar da família Zambrano.
Nove meses depois, Chole dá à luz uma menina que ela chama de Guadalupe;  No entanto, ela morre no parto, então Guadalupe é criada por Catalina, a melhor amiga de Chole, sem saber quem é seu pai.  Por sua vez, Olivia dá à luz uma menina a quem chama de Pearl.  Guadalupe cresce e se torna uma jovem gentil e inocente, mas ao mesmo tempo constrangida por causa de um defeito em sua perna que a faz mancar.  Seus dois grandes desejos são encontrar sua verdadeira família e o homem dos seus sonhos.
Guadalupe mora na cidade de Miami com Catalina e seus amigos.  Por sua vez, Ezequiel Zambrano mora em sua mansão com sua mãe, sua irmã e seus sobrinhos: Diana, Enrique e Daniela.  Suspeitando que Luisa poderia atentar contra sua vida, Ezequiel pede a seu melhor amigo, Antonio Infante, que encontre sua filha ilegítima a fim de dar a ela seu lugar de direito na família Zambrano;  No entanto, Luisa consegue matar o irmão de uma forma que parece um acidente e, portanto, herda todo o seu dinheiro.  Apesar de tudo, Antonio não desiste e continua procurando Guadalupe.
Da mesma forma, o sobrinho de Olivia, Alfredo Robinson, tornou-se um advogado atraente.  Protegido por falsa identidade, Alfredo consegue entrar na família Zambrano como ajudante de Luisa;  Aconselhado por sua tia Olivia, ele começa a realizar sua vingança contra os Zambrano.  Para isso, ele seduz Diana, a filha mais velha de Luisa Zambrano, apesar de ela ser noiva de Rodolfo, um milionário argentino.
Antonio consegue encontrar Guadalupe e a leva para morar na Mansão Zambrano como a última vontade de Ezequiel.  A jovem não é bem recebida pela família, mas não liga, porque lá conhece Alfredo e imediatamente se sente atraída por ele.  Por sua vez, Alfredo decide tirar proveito da situação e começa a se apaixonar por Guadalupe como parte de seu plano de vingança.
Quando o testamento de Ezequiel é lido, todos ficam surpresos ao ver que Guadalupe é designada herdeira universal de toda a fortuna.  Mais tarde, descobre-se o caso de amor de Diana e Alfredo, mas isso não a impedirá de se casar com Rodolfo, que escondeu de todos que está arruinado.
Alfredo e Guadalupe se casam em uma cerimônia simples, e apesar do casamento ter sido planejado por Olivia para continuar sua vingança, Alfredo inadvertidamente começa a se apaixonar por Guadalupe.  No entanto, seu ódio é muito mais forte do que seu novo amor por Guadalupe, e ele não desistirá até que ela e sua família sejam destruídas.

## Elenco
- Adela Noriega .... Guadalupe Zambrano Santos de Mendoza / Soledad "Chole" Santos
- Eduardo Yáñez .... Alfredo Robinson / Alfredo Mendoza
- Zully Montero .... Luisa Zambrano de Maldonado, Marquesa de Covadonga
- Miryam Ochoa .... Olivia Mendoza V. de Robinson
- Mara Croatto .... Diana Maldonado Zambrano
- Gretell Celeiro .... Daniela Maldonado Zambrano
- Larry Villanueva .... Henry/Abel Maldonado Zambrano
- Braulio Castillo Jr .... Alejandro Infante
- Manolo Villaverde .... Carlos Maldonado, Marques de Covadonga
- Salvador Pineda .... Antonio Infante
- Miguel Gutiérrez .... Ezequiel Zambrano
- Laura Fabián ... Fabiana
- Nattacha Amador .... Cira
- Yurianne Andrade .... Lizzie
- Marcos Casanova .... Isidoro
- Carlos Cuervo .... Sergio "Titon" Cosculluela
- Frank Falcon
- Hada Bejar .... Edelmra
- Rosa Felipe .... Delfina V.de Zambrano
- Maribel González .... Cachita
- Alexa Kube .... Perla Robinson Mendoza
- Paloma Longa .... Violeta
- Isaura Mendoza .... Katalina
- Carlos Ponce .... Willy
- Oscar Corbella .... Ricardo
- Mayte Vilan .... Azucena "Chena" Cosculluela

## Versões
- La heredera - uma telenovela venezuelana produzido por Tabaré Perez para Venevisión em 1982.
- Adorable Monica - uma telenovela venezuelana produzido por Venevisión em 1990.
- Milagros - uma telenovela peruana produzida pela América Producciones em 2000.